# Acuerdos de Lusaka para la independencia de Mozambique
Los acuerdos de Lusaka fueron firmados entre el estado de Portugal y el Frente de Liberación de Mozambique (FRELIMO) el día 7 de septiembre de 1974, en Lusaka (Zambia), para poner fin a la guerra de Mozambique y establecer la independencia del país.
El Estado portugués reconoció formalmente el derecho del pueblo de Mozambique a la independencia y, en consecuencia, acordó con el FRELIMO el principio de transferencia de poderes (Cláusula 1). En el ámbito de los mismos acuerdos se estableció que la independencia completa de Mozambique sería solemnemente proclamada el 25 de junio de 1975, fecha que coincidía con el aniversario de la fundación del FRELIMO (Cláusula 2).
Además, se estableció el régimen jurídico que estaría en vigor durante el período de transición para la independencia (Cláusula 3). Tal régimen consistió, esencialmente, en una división de poderes sobre el territorio, confiándose la soberanía al estado portugués, representado por un Alto Comisario (Cláusula 4) y un gobierno y administración en manos del FRELIMO, a quien se reconocía la capacidad para designar primer ministro y dos tercios de los ministros (Cláusulas 6 y 7).